# Informationsdemokratie
Informationsdemokratie ist eine Weiterentwicklung des demokratischen Prinzips, wonach die Teilhabe von Bürgern an politischen Prozessen auf der Grundlage einer demokratischen Verteilung von Informationen erfolgt. Als Gegenpol zur Medienherrschaft wird sie auch als informative oder informationelle Demokratie bezeichnet. Im Zeitalter der Informationstechnologie kennt die Informationsdemokratie Begriffe wie „freier Informationsfluss“, „offene Netze“ und Netzneutralität. Sofern die Informationsdemokratie als eine Variante der deliberativen Demokratie aufgefasst wird, ist damit eine auf den Ablauf politischer Entscheidungsprozesse konzentrierte partizipatorische Demokratie gemeint.

## Abgrenzung
„Der Gedanke einer Informationsdemokratie, in der nicht nur alle gleichberechtigten Zugang zu den
staatsbürgerlich relevanten Informationsquellen, sondern auch die Chance zur politisch-partizipatorischen Umsetzung so gewonnener Informationen haben, gehört wohl zum ideenpolitischen Obligo der sozialwissenschaftlichen Beschäftigung mit informationsgesellschaftlichen Wandlungsprozessen.“

In der deliberativen Demokratietheorie wird die Bedeutung der öffentlichen Diskussion für die kollektive Entscheidung betont. Deliberative Diskussionen sind dadurch gekennzeichnet, dass man Gründe in die Auseinandersetzung einbringt, die die eigenen Argumente rechtfertigen können. „Deliberative Demokratie ist ein normatives Demokratiemodell, das auf der Überzeugungskraft systematischer Erwägungen und Schlussfolgerungen in öffentlichen Debatten und auf verständigungsorientiertes, kommunikatives Handeln der Bürger setzt.“ Sie legitimiert politische Entscheidungen, die durch das argumentative Verfahren der deliberativen Demokratie gestaltet werden. Bei dieser Sichtweise gibt es keine festen individuellen Präferenzen, sie sollen sich während des Diskussionsprozesses verändern. Im Gegensatz zur deliberativen Demokratie, die durch die Propagierung der Beteiligung der Bürger an allen Entscheidungen ein Wissensgefälle zwischen Bürgern und den politischen Akteuren in Kauf nimmt, legt die informative Demokratie den Schwerpunkt auf den freien Informationszugang für alle Bürger, die auf dieser Grundlage am politischen Prozess partizipieren.
Erfolgt diese Partizipation mithilfe des Internets, beispielsweise auf dem Wege von Online-Petitionen, spricht man von elektronischer Demokratie. In diesem Sinne bedeutet elektronische Demokratie auch, dass Menschen demokratisch handeln, indem sie sich durch das Internet in Gruppen organisieren.

## Weblogs
Blogs gelten als eine wichtige Erscheinungsform der Informationsdemokratie, weil sie Transparenz und die Verbreitung von Inhalten gewährleisten. Der Betreiber eines Blogs hat mithilfe der demokratischen Struktur des Internets die Freiheit und die Möglichkeit, Informationen zu jeder Zeit publizieren und kommunizieren zu können. Im Sinne einer informationsdemokratischen Rolle werden Weblogs auch als Gegenpol zu einer möglicherweise selektiven und einseitigen Berichterstattung der etablierten Medien verstanden.

## Verhältnis von Demokratie und Medien
Infolge einer schwächer gewordenen Verankerung der Volksparteien in der Bevölkerung ist die politische Kommunikation zunehmend medienzentriert. Unter Mediendemokratie wird eine politische Ordnung verstanden, in der die politische Willensbildung über deregulierte elektronische Massenmedien vermittelt wird. In der Berichterstattung wird emotionalisiert, komplexe Zusammenhänge werden symbolisch dargestellt und Politik wird mit Personen verbunden. Während die antike Demokratie noch eine Versammlungsdemokratie war, übernehmen in der modernen Gesellschaft Massenmedien die Aufgabe der politischen Kommunikation. Dabei erfüllen Medien die Funktion, die Themenwahrnehmung und Themendiskussion der politischen Öffentlichkeit zu strukturieren. Das, was der Bürger über die Politik weiß, wird fast ausschließlich über die Medien vermittelt. Die Medien setzen die Agenda der politischen Diskussion. Medien wirken also nicht auf die Veränderung von Einstellungen, Meinungen oder Werten ein, sondern sie veranlassen das Publikum dazu, bestimmte Themen für wichtiger zu halten als andere. Probleme liegen darin, dass die Mediendemokratie möglicherweise zu wenig Einblick in das tatsächliche Geschehen der Politik gibt und dadurch mündige Entscheidungen der Bürger erschwert werden.

## Informationsdemokratie in Unternehmen
Der Begriff der Informationsdemokratie ist seit Mitte der 1990er Jahre etabliert und zielt auf die Forderung, dass Business-Performance-Management kein Privileg der Chefetagen sein darf, sondern in klar bestimmten Bereichen allen Mitarbeitern zugänglich sein soll, um sich im Sinne der Business-Intelligence an den Prozessen zur besseren Nutzung von Daten und Datenbanken, die der Entscheidungsfindung dienen, beteiligen zu können. Immer häufiger werden diese Informationen sogar Beratern, Kunden, Anbietern und der übrigen Allgemeinheit zur Verfügung gestellt. Aus diesem wirtschaftlichen Kontext wurde der Begriff von zahlreichen anderen Institutionen aufgegriffen. Gemeinsamer Kern ist dabei: Informationsdemokratie heißt Informationen nach Maß für alle und von allen. Voraussetzung ist dabei immer ein freier Zugang zum jeweiligen Netzwerk. „Die Zeit des Monologs ist im digitalen Zeitalter definitiv vorbei – es ist auch das Zeitalter der Informations-Demokratie und des Miteinanders.“

## Informationelle Demokratie nach Manuel Castells
Manuel Castells greift in seinem Buch Das Informationszeitalter diese Prozesse als Entwicklung von der informationellen Politik zur informationellen Demokratie auf, die möglich, aber aufgrund der aktuellen politischen Orientierungslosigkeit der Bürger keineswegs zwangsläufig sei. „Bürger sind immer noch Bürger. Aber sie wissen nicht mehr sicher, welcher „Burg“ sie sich zurechnen sollen, und auch nicht, wem diese „Burg“ gehört.“

## Informative Demokratie in der Europäischen Union
Eines der besten Beispiele einer Beteiligung im Sinne der Informativen Demokratie war der Kampf des Förderverein für eine Freie Informationelle Infrastruktur eV (FFII) gegen die Softwarepatente im EU-Parlament. Bemerkenswert bei dieser Kampagne war, dass der FFII nicht normales Lobbying im üblichen Sinn betrieben hat, sondern gezielt über die genauen Abläufe und Regeln des EU-Parlaments berichtet hat, um dadurch Anderen die gezielte Beteiligung zu erleichtern und ihnen zu ermöglichen, denselben, oft sogar weitaus besseren, Wissensstand wie die EU-Parlamentarier zu erlangen.